# Noir (serie animata)
Noir (ノワール?, Nowāru) è un anime di genere girls with guns di 26 episodi prodotto nel 2001 dallo studio Bee Train. 
In Italia la serie doveva essere distribuita inizialmente da Dynamic Italia (ora Dynit), ma in seguito venne annunciata da d/visual, alla fine non venne mai pubblicata.

## Trama
Racconta di due giovani assassine professioniste che cercano risposte sul loro passato e sul perché stiano facendo il lavoro che fanno. Durante questa ricerca vengono attirate in varie trappole da un misterioso gruppo di criminali che si definiscono "Soldati".

## Tematiche
In Giappone è stato trasmesso da TV Tokyo, un canale televisivo che non manda in onda scene troppo violente. Per rispetto a questa linea editoriale, le sparatorie di Noir sono prive di dettagli cruenti come ferite o sangue.
Noir è anche la parola francese che indica il colore nero, oltre ad indicare un sottogenere del giallo. Entrambi questi vocaboli sono all'origine del titolo della serie: si svolge in Francia ed è un anime dalle atmosfere dark.
La serie ha un cast ricorrente davvero minimo, formato di sole quattro donne. Ogni episodio è aperto da una breve citazione letta dai personaggi principali, ogni volta leggermente diversa dalla precedente, ma generalmente suona come "Noir è il nome dell'antico destino, due ragazze/vergini che governano la morte, la pace del nuovo nato, le loro mani nere a proteggere".
La colonna sonora è un elemento essenziale in Noir, un mix di musica techno, opera e arie dalla suggestione francese. Le musiche di Yuki Kajiura sono state pubblicate in tre CD. Alcune delle canzoni più celebri sono Lullaby, Canta Per Me, Salva Nos, Kirei na Kanjou, Copperia no Hitsugi (sigla d'apertura), Aka to Kuro e Indio.

## Personaggi principali

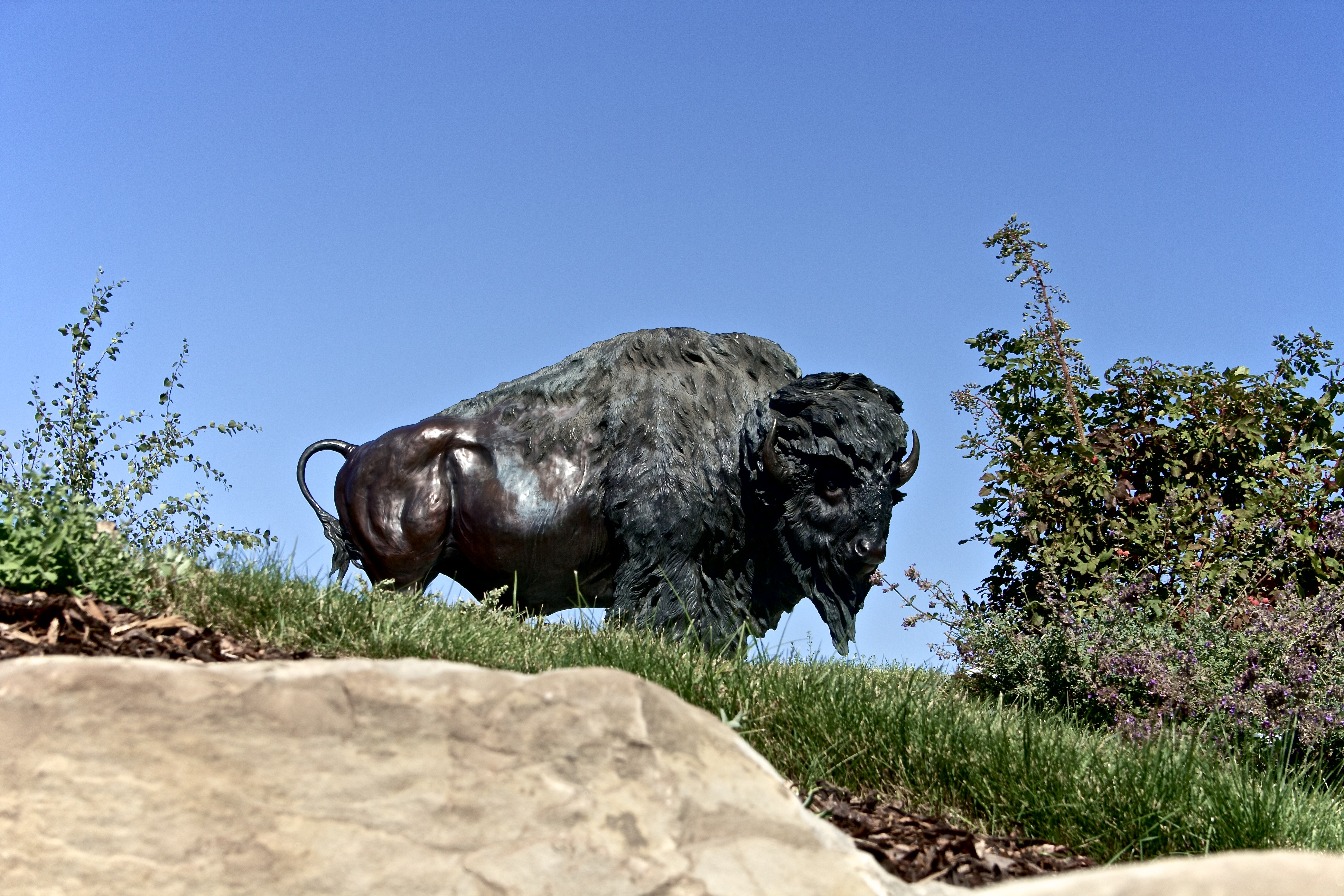
Kirika e Mireille

Mireille Bouquet (ミレイユ・ブーケ?, Mireiyu Būke)
Doppiata da: Kotono Mitsuishi
Nata in Corsica in una famiglia molto influente, Mireille è sopravvissuta dopo l'assassinio dei suoi genitori, quando era ancora bambina. L'unico ricordo dei suoi genitori è un orologio carillon, la cui melodia la accompagna attraverso tutta la serie. La ragione del brutale eccidio della sua famiglia è il loro rifiuto a che la bambina fosse cresciuta da I Soldati per divenire Noir. Ma ugualmente, lo zio, con lei unico superstite, la educherà a divenire un killer. Già avanti con questa sua educazione, riceve una e-mail da Kirika, contenente una melodia familiare. Accetta di lavorare con Kirika perché quest'ultima possiede un orologio uguale a quello posseduto dal suo stesso padre. Ad ogni modo, dice a Kirika che, quando la verità sarà stata rivelata, lei stessa la ucciderà. L'ironia vuole che il nome in codice che Mireille ha scelto, per lavorare in coppia con Kirika, sia lo stesso Noir, in modo da assumere lei stessa il ruolo che i suoi genitori non volevano per lei e per cui sono morti. Mireille usa una Walther P99, e viene genericamente indicata come francese, mentre è più specificamente corsa. Il suo tema musicale è "Corsican Corridor".
Kirika Yuumura (夕叢 霧香?, Yūmura Kirika)
Doppiata da: Hōko Kuwashima
Apparentemente è una ragazza che va ancora alle superiori, ma non ha nessun ricordo del suo passato, escluso il fatto che il suo vero nome è Noir. Ma nemmeno lo spettatore può sapere se il suo nome sia o meno vero, dato che l'unica cosa che la collega ad esso è una tessera scolastica, con la probabilità che sia falso. Si incontra con Mireille nel primo episodio, con la proposta di intraprendere un pellegrinaggio nel passato. Ironicamente, quando Kirika era bambina, aveva ucciso la famiglia di Mireille. Prima di morire, la madre della coprotagonista aveva chiesto alla sua stessa assassina di prendersi cura della figlia. È un'eccellente tiratrice e la sua pistola è una Beretta M1934, anche se è in grado di usare oggetti quotidiani come arma. Il suo tema musicale è "Canta Per me", in italiano.
Chloe (クロエ?, Kuroe)
Doppiata da: Aya Hisakawa
Misteriosa figura che appare circa a metà serie, sostiene di essere "la vera Noir". Nonostante abbia circa la stessa età di Kirika, è estremamente dotata nel combattimento, tanto da mettere in difficoltà sia Mireille che Kirika, soprattutto tenendo conto del fatto che, al posto delle armi da fuoco, di solito usa dei coltelli da lancio. Chloe è molto devota ad Altena e lavora a fianco de I Soldati. È stata testimone dell'assassinio della famiglia Bouquet da parte di Kirika, circostanza da cui deriva il suo rispetto per la killer. Il suo tema musicale è "Secret Game", oltre che la melodia "Chloe".
Altena (アルテナ?, Arutena)
Doppiata da: Tarako
Una figura materna di rilievo tra I Soldati, che sembra lavorare per il grande ritorno, risiede in un cosiddetto "Maniero", un vigneto organizzato e coltivato con tecnologie medievali. Il Maniero sembra essere al confine tra la Francia e la Spagna, ed è un luogo dimenticato dal mondo. Pare che anche lei abbia avuto un'infanzia tragica, anche se i dettagli non sono rivelati. Il suo tema musicale è "Lullaby", che significa "ninnananna".

## Caratteristicheyuri
A causa dell'intimità che si instaura tra le protagoniste man mano che la serie procede, Noir è molto popolare tra gli otaku del genere yuri: la dualità tra Mireille (alta, bionda, matura) e Kirika (con quell'aria da "giovane scolaretta" vestita alla marinara), la loro stessa relazione leggermente ambigua con il procedere della serie contribuiscono non poco a questo successo.
Discorso a parte va fatto per i sentimenti di Chloe a proposito di Kirika. Tali sentimenti, in principio, potrebbero essere ricondotti ad una semplice ammirazione, ma con il procedere degli eventi prendono una piega più ossessiva.

## Episodi
| Nº | Giapponese 「Kanji」 - Rōmaji                      | In onda           | In onda |
| Nº | Giapponese 「Kanji」 - Rōmaji                      | Giapponese        |         |
| 1  | 「黒き手の処女たち」 - Kuroki te no shojo-tachi    | 6 aprile 2001     |         |
| 2  | 「日々の糧」 - Hibi no kate                        | 13 aprile 2001    |         |
| 3  | 「暗殺遊戯」 - Ansatsu yūgi                        | 20 aprile 2001    |         |
| 4  | 「波の音」 - Nami no oto                           | 27 aprile 2001    |         |
| 5  | 「レ·ソルダ」 - Re Soruda                          | 4 maggio 2001     |         |
| 6  | 「迷い猫」 - Mayoi neko                            | 11 maggio 2001    |         |
| 7  | 「運命の黒い糸」 - Unmei no kuroi ito              | 18 maggio 2001    |         |
| 8  | 「イントッカービレ acte I」 - Intokkābire acte I   | 25 maggio 2001    |         |
| 9  | 「イントッカービレ acte II」 - Intokkābire acte II | 1º giugno 2001    |         |
| 10 | 「真のノワール」 - Shin no Nowāru                  | 8 giugno 2001     |         |
| 11 | 「月下之茶宴」 - Gekka no chaen                    | 15 giugno 2001    |         |
| 12 | 「刺客行」 - Shikaku-kō                            | 22 giugno 2001    |         |
| 13 | 「地獄の季節」 - Jigoku no Kisetsu                 | 29 giugno 2001    |         |
| 14 | 「ミレイユに花束を」 - Mireiyu ni hanataba o       | 6 luglio 2001     |         |
| 15 | 「冷眼殺手 acte I」 - Reigan sasshu acte I         | 13 luglio 2001    |         |
| 16 | 「冷眼殺手 acte II」 - Reigan sasshu acte II       | 20 luglio 2001    |         |
| 17 | 「コルシカに還る」 - Korushika ni kaeru            | 27 luglio 2001    |         |
| 18 | 「私の闇」 - Watashi no yami                       | 3 agosto 2001     |         |
| 19 | 「ソルダの両手」 - Soruda no ryōte                 | 10 agosto 2001    |         |
| 20 | 「罪の中の罪」 - Tsumi no naka no tsumi            | 17 agosto 2001    |         |
| 21 | 「無明の朝」 - Mumyō no asa                        | 24 agosto 2001    |         |
| 22 | 「旅路の果て」 - Tabiji no hate                    | 31 agosto 2001    |         |
| 23 | 「残花有情」 - Zanka ujō                           | 7 settembre 2001  |         |
| 24 | 「暗黒回帰」 - Ankoku kaiki                        | 14 settembre 2001 |         |
| 25 | 「業火の淵」 - Gōka no fuchi                       | 21 settembre 2001 |         |
| 26 | 「誕生」 - Tanjō                                   | 28 settembre 2001 |         |

## Colonna sonora
- Coppelia no Hitsugi (Coppelia's Casket) cantata dagli ALI Project (apertura)
- Kirei na Kanjo (Beautiful Emotions) cantata da Akino Arai (chiusura)